# قسم زرق آباد الريفي (مقاطعة إسفراين)
قسم زرق‌آباد الريفي (بالفارسية: دهستان زرق‌آباد) هي منطقة ريفية تقع في قسم في إيران. يقدر عدد سكانها بـ 6,831 نسمة .